# نیدر-ارلنباخ
نیدر-رلنباخ (به آلمانی: Frankfurt-Nieder-Erlenbach) یک منطقهٔ مسکونی در آلمان است که در فرانکفورت واقع شده‌است. نیدر-رلنباخ ۴٬۵۷۷ نفر جمعیت دارد.